# Pelodiscus sinensis
A tartaruga-de-carapaça-mole-chinesa (Pelodiscus sinensis, anteriormente descrita como Trionyx sinensis', é uma espécie de tartaruga descrita por Wiegmann em 1835.

## Habitat
Habitam zonas húmidas com água salobra.

## Excreção
Estes animais possuem um mecanismo único no reino Animal de excreção de ureia. Pesquisadores da Universidade Nacional de Singapura notaram que as tartarugas mergulhavam a cabeça em poças de água, quando os pântanos onde normalmente vivem secavam, levando-os a investigar mais a fundo. Resultados indicaram que a ureia excretada pelos rins apenas constituía 6% do total da ureia libertada para a água. Retirando-as da água e deixando apenas uma poça onde pudessem mergulhar a cabeça, notaram que o aumento de ureia na água era 50 vezes superior ao excretado pela cloaca. Ou seja, as tartarugas excretam ureia pela boca. Os investigadores descobriram também que uma classe especial de proteínas que permitem o transporte de ureia é expressa na boca destes animais. Presume-se que este seja um mecanismo que favorece a permanência destes répteis em águas salobras, uma vez que o método mais usual de excretar a ureia pelos rins exige o consumo de muita água, que em águas salobras contém muito sal.